# 純悪
純悪（じゅんあく）は、俳優の阿部亮平・山根和馬で結成されたユニット。

## 来歴
2004年に放送されたフジテレビのドラマ「WATER BOYS2」で共演し、意気投合。
デビューして約20年。オファーの7割が悪役で年に4回は作品内で殺されている。そんな悪役中心の2人が「俳優として役の幅が広がれば良いな」と思い、活路を見出すべく、ユニットを結成して活動をスタート。
19年5月に開設したTikTokのフォロワーは62万人（22年5月時点）。強面の見た目とのギャップを活かした面白いコンテンツや、メッセージ性の高い動画などを投稿している。
21年9月にはヴィレッジヴァンガードとコラボで、グッズを発売
同年に元東京プリンの伊藤洋介とユニット「純悪プリン」を結成、配信シングル『スマホ哀歌』を発表した。
ヘルプマークをテーマにした動画が話題になった。
2023年のNHK連続テレビ小説「らんまん」でも共演。

## 参考資料
- YouTube 純悪【悪役俳優ユニット】
- TikTok 純悪
- Instagram 純悪
- 武田航平 オレニ撮ラセロ！
  - 第86回
  - 第87回
  - 第88回
- ORICON NEWS 20年ブレイクなしの“悪役俳優”がSNSで子どもたちに爆ウケ、役者の苦悩乗り越え見つけた居場所
- 人気TikTokクリエイター「純悪」ドキュメンタリー動画公開！「役者の新しい表現のかたちに挑戦」